# 防己
防己在神農本草經中記載之名稱為防巳（漢語拼音：si），晉、唐、宋等均以防巳為名。防已（漢語拼音：yi）則為明朝李時珍之本草綱目（1578年）始誤植，至民國復刻之本草綱目進一步錯植為防己（漢語拼音：ji）。

## 异名
汉防巳《儒门事亲》，瓜防巳《本草原始》

## 基原
为防巳科千金藤属植物粉防巳的乾燥块根。通常在秋季採揭，洗淨去皮、曬至半乾狀態再切段、乾燥。

## 原植物
粉防巳Stephania tetrandra Moore

## 性味与归经
苦、辛，寒。归膀胱、肺、脾经。 

## 功效
祛除风湿，利水消肿。 

## 延伸阅读
[在维基数据编辑]
 《欽定古今圖書集成·博物彙編·草木典·防己部》，出自陈梦雷《古今圖書集成》

## 外部連結
- 粉防己 Fenfangji （页面存档备份，存于） 藥用植物圖像數據庫 (香港浸會大學中醫藥學院) （中文）（英文）
- 防己 中藥材圖像數據庫  (香港浸會大學中醫藥學院) （中文）（英文）
- 防己 Fang Ji （页面存档备份，存于） 中藥標本數據庫 (香港浸會大學中醫藥學院) （繁體中文）（英文）